# Juan de la Cierva (Getafe)
El barrio de Juan de la Cierva es un barrio de Getafe (Comunidad de Madrid, España). 

## Historia y características

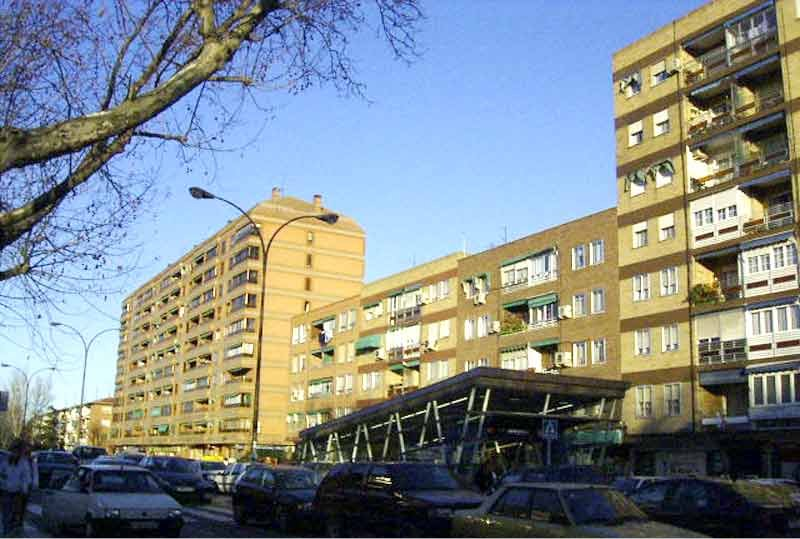
Avenida de España, con una estación de Metro.

Su nombre se puso en honor al famoso ingeniero que trabajó en Getafe. Es el barrio más poblado de la ciudad con más de 37.500 habitantes, el segundo que más viviendas tiene con 12.072 y uno de los más importantes e influyentes del municipio. Ocupa la zona centro-noreste del municipio y cuenta con avenidas y plazas muy comerciales y concurridas por los getafenses. El barrio se construyó a mediados de los 1970 con el fin de agrandar la ciudad.

## Equipamientos
Cuenta con un centro cívico, la escuela municipal de música y el recinto ferial.

## Transporte
Actualmente tiene la estación Juan de la Cierva de la Línea 12 (Metrosur) de la red de Metro de Madrid y bastantes líneas de autobús que atraviesan el barrio.